# Havoise de Bretaña

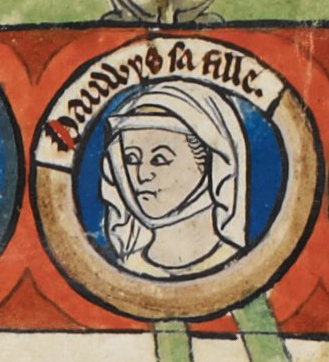
Havoise de Bretaña

Havoise de Bretaña (Hawiz Breizh en bretón; Havoise de Bretagne en francés, c. 1037 - 19 de agosto de 1072) fue la duquesa hereditaria de Bretaña desde 1066 hasta su muerte.

## Biografía
Fue la segunda hija y la heredera de Alano III de Bretaña y de su esposa Berta de Blois, y como tal, miembro de la casa de Rennes. Havoise sobrevivió a su hermano mayor Conan II de Bretaña, que fue envenenado el 11 de diciembre de 1066.
Poco se sabe de la vida de Havoise: se casó con Hoel de Cornualles un poco antes de 1058. Éste ejerció la autoridad por el derecho de su mujer, y continuó controlando el gobierno después de la muerte de ésta en 1072, actuando como regente de su hijo. Havoise y Hoel fueron sucedidos en el ducado por su hijo Alano IV en 1084.